# Олександрівка (Березівський район)
Олекса́ндрівка — село Курісовської сільської громади Березівського району Одеської області в Україні. Населення становить 465 осіб.

## Населення
Згідно з переписом УРСР 1989 року чисельність наявного населення села становила 496 осіб, з яких 206 чоловіків та 290 жінок.
За переписом населення України 2001 року в селі мешкало 465 осіб.

### Мова
Розподіл населення за рідною мовою за даними перепису 2001 року:
| Мова       | Відсоток |
| ---------- | -------- |
| українська | 95,05 %  |
| російська  | 2,80 %   |
| молдовська | 1,94 %   |
| болгарська | 0,22 %   |